# VI. Ptolemaiosz
VI. Ptolemaiosz Philométór (görögül Πτολεμαίος Φιλομήτωρ, Kr. e. 186. május 26. – Kr. e. 145 júliusa), az ókori Egyiptom hatodik fáraója a Ptolemaidák közül Kr. e. 180–Kr. e. 164 között, illetve Kr. e. 163-tól haláláig. V. Ptolemaiosz és Kleopátra Szüra gyermeke volt. Uralkodása alatt fivérével, VIII. Ptolemaiosszal folytatott hatalmi vetélkedése tovább gyengítette a hanyatló birodalmat, mely a század közepére a Római Köztársaság befolyása alá került.

## A VI. szíriai háború

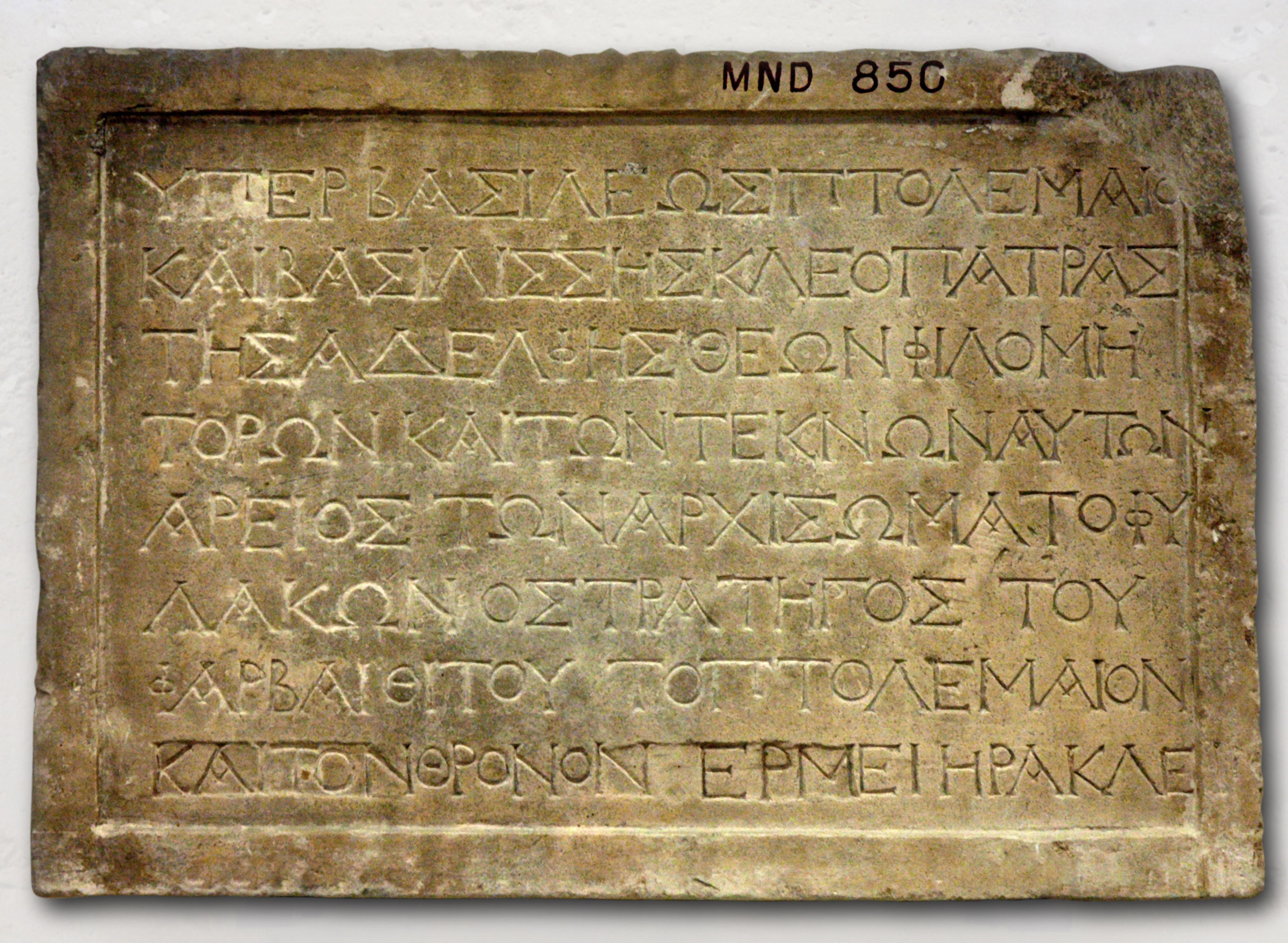
VI. Ptolemaiosz és II. Kleopatra felirata

Gyermekként került trónra, csak Kr. e. 172 körül nagykorúsították, amikor megkapta a Philométór („Anyaszerető”) melléknevet, illetve feleségül vette húgát, II. Kleopátrát. Addig édesanyja, Nagy Antiokhosz lánya gyakorolt rá döntő befolyást, majd annak Kr. e. 176-os halálát követően a kevésbé tehetséges Eulaiosz és Lénaiosz eunuchok. Az addig békés külpolitikát folytató Egyiptom így belebocsátkozott a Kr. e. 170-ben kitörő VI. szíriai háborúba. Ezúttal IV. Antiokhosz Epiphanész volt a gyorsabb: Kr. e. 169-ben betört Egyiptomba, a pelusiumi ütközetben szétverte az egyiptomi hadsereget, elfoglalta Memphiszt, és magát a „királyság védelmezőjévé” tette, új tanácsadókat adva Ptolemaiosz mellé.
Hallva, hogy bátyja fogságba esett, a király öccse azonnal II. Euergetésszé nyilvánította magát Alexandriában a helyi lakosság támogatásával. Antiokhosz megkezdte a város ostromát, de kénytelen volt visszavonulni, mivel az atyját két évtizeddel korábban komolyan megverő rómaiak közbeavatkoztak. Ekkor még megtartotta Pelusium városát, Memphiszben hagyva VI. Ptolemaioszt. Az egyiptomi uralkodó hamarosan Alexandriába vonult, ahol társuralomban egyezett ki fivérével, megszüntetve a Szeleukida Birodalom kezére játszó szakadást. Az eset hallatán Antiokhosz Kr. e. 168-ban flottát küldött Ciprus ellen, és ismét megostromolta Alexandriát. Ezúttal sem járt sikerrel: Marcus Popilius Laenas, a római követség vezetője gőgösen rendreutasította, ő pedig kénytelen volt visszavonulni.

## Testvérharc

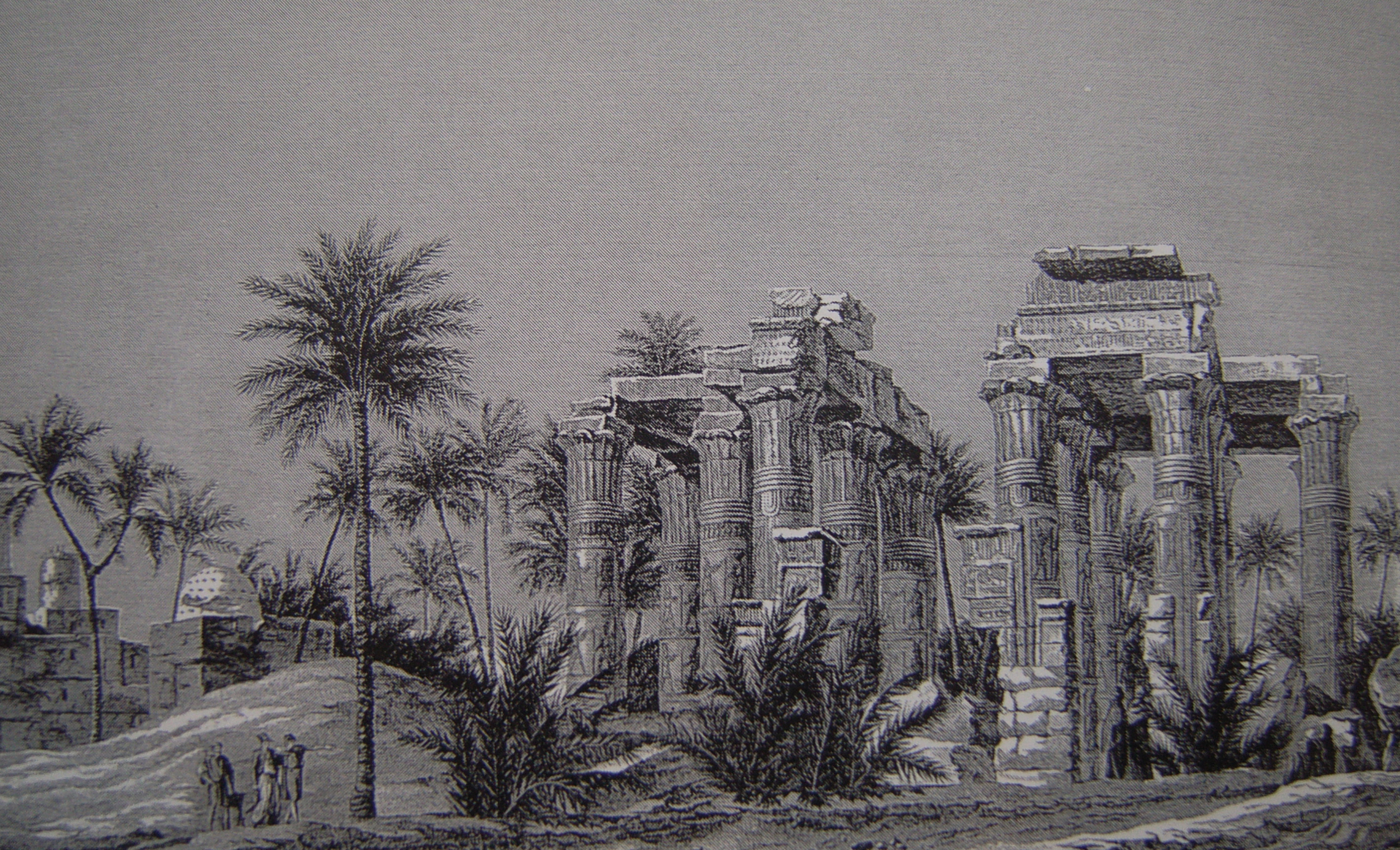
VI. Ptolemaiosz ma már elpusztult templomának romjai Antaepolisban (Qau el-Kebir) a Description de l'Egypt rajzán

A fivérek nem sokáig kormányoztak egyetértésben. Kr. e. 164-ben Euergetész elzavarta bátyját, aki Róma városában keresett menedéket. A senatus nagy tisztelettel fogadta, és kísérőket adott mellé, hogy visszaállítsák hatalmát. Ez nem okozott különösebb gondot, mivel zsarnokoskodásai időközben népszerűtlenné tették VIII. Ptolemaioszt. A Kr. e. 163-ban hazatérve Philométór a hatalmába került öccsével megosztozott a birodalmon: Kürénét kiszakították a királyságból, VIII. Ptolemaiosz ennek uralkodója lett. Euergetész ezzel sem volt elégedett, és maga utazott Rómába, hogy követelje: Ciprust is csapják birtokaihoz. A senatus kedvezően fogadta, de a Philométórhoz küldött követség nem járt sikerrel, így öccse már hadsereggel vonult volna Egyiptomba, ha nem tör ki ellene lázadás Kürénében. Végül elunva, hogy a rómaiak tárgyalásai nem vezetnek semmire, Euergetész maga indult a sziget elfoglalására. Fivére azonban megelőzte, és komoly flottával és hadsereggel Ciprusra vonult. A partra szálló öccsét így könnyedén legyőzte, de ismét megbocsátott neki, visszaküldve Kürénébe. Róma belenyugodott a helyzet ilyen alakulásába. Kr. e. 152-ben a trónörököst, Ptolemaiosz Eupatórt nevezte ki Ciprus élére, de ő Kr. e. 150-ben meghalt.

## Szíriai harcok

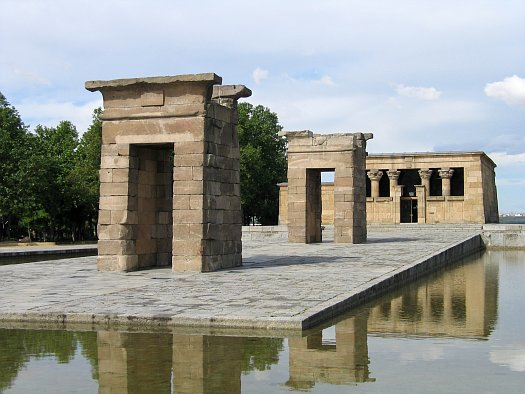
A VI. Ptolemaiosz által befejezett debodi templom. Eredetileg Alsó-Núbiában állt, ma Madridban található. Spanyolország a núbiai leletmentésben játszott szerepéért kapta ajándékba az egyiptomi kormántól

Eközben I. Démétriosz Szótér, a fokozatosan Szíriára redukálódó Szeleukida Birodalom ura igyekezett kihasználni a testvérek ellenségeskedését, hogy magának szerezze meg Ciprust. Terve kudarcot vallott, ráadásul VI. Ptolemaiosz nyomban bosszút állt, amikor a magát IV. Antiokhosz fiának kiadó Alexandrosz Balaszt segítette ellenében, hozzáadva leányát, Kleopatra Theát. Alexandrosz azonban hálátlannak bizonyult, mert amikor Démétriosz fia, II. Démétriosz Nikatór ellenében személyesen vezetett hadat Szíriába, majdnem meggyilkoltatta apósát. Ptolemaiosz erre az eredetileg Démétriosz ellen hozott hadaival átállt a másik oldalra, és nyomban elűzték a népszerűtlen Balaszt. A tömegek örömükben Szíria királyává kiáltották ki Ptolemaioszt, de ő lemondott a címről új veje, Démétriosz javára. Balasz közben nem tétlenkedett: Kilikiában hadakat gyűjtött, és megindult Antiokheia felé.
A Kr. e. 145-ös ütközetben Démétriosz és Ptolemaiosz fényes győzelmet aratott. Balasz egy nabateus előkelőséghez menekült, aki meggyilkolta, és fejét elküldte az egyiptomi királynak. Ptolemaiosz azonban nem sokkal élte túl ellenfelét: a csata hevében leesett lováról, betörte a fejét és pár nappal később belehalt sérülésébe.

## Építkezései
Uralkodása idején számos templomépítkezés folytatódott. Legjelentősebb munkák Philai szigetén az Ízisz-templomban, Kom Ombóban Szobek és Haroérisz, valamint Elephantinében, Hnum templomában folytak. Uralma alatt monumentális – az 1800-as évek közepéig fennmaradt – pronaosz épült az antaipoliszi Antü-templomhoz és befejeződött a debodi templom építése Alsó-Núbiában.

## Utódlása
VI. Ptolemaiosz az utolsó nagy Ptolemaidák egyike volt, aki tisztában volt Egyiptom hatalmi hanyatlásával. Nem véletlen, hogy Kr. e. 162/161 során készített végrendeletében a Római Köztársaságot jelölte meg örököseként. Végül nem a res publica tette rá a kezét gyengülő királyságára.
VII. Ptolemaiosz csak Ciprus élén követhette édesapját. Egyiptomban hatalomvágyó nagybátyja, az addig Kürénével kényszerűen megelégedő VIII. Ptolemaiosz szerezte meg a trónt. VI. Ptolemaiosz özvegyét, aki egyben kettejük testvére volt, magához kényszerítette feleségül, és hamarosan meggyilkoltatta unokaöccsét. Mi több, később másik unokahúgát, II. Kleopátra hasonló nevű leányát, Kleopátrát is feleségül vette. A családi botrányoktól terhelt uralma alatt Egyiptom tovább haladt a bomlás útján.